# Alois Daut
Alois Daut (* 17. Oktober 1854 in Horschenitz, jetzt Hořenice, Ortsteil von Chbany, Bezirk Komotau; † 26. Juni 1917 in Saaz) war ein deutsch-böhmischer Architekt und Baumeister, der in Nordböhmen tätig war.

## Leben und Wirken
Alois Daut war der Sohn des Baumeisters Franz Daut († 1889), der in Komotau (Chomutov) tätig war. Über seine Ausbildung ist nichts bekannt. Er war 1878–1880 beim Bau der Bürgerschule in Saaz beteiligt, die von seinem Vater Franz Daut nach Plänen des Architekten Carl Schlimp errichtet wurde.
Eine seiner erster eigenständiger Arbeiten in Saaz (Žatec) war der Wiederaufbau des Kapuzinerklosters in den Jahren 1888 bis 1890 mit Neubauten bzw. Umbauten am Nordostflügel des Klosters, der Sakristei und des Chors der Kirche Mariä Krönung und des Kreuzgangs. Danach beteiligte er sich als Architekt und Baumeister an Bauprojekten in Postoloprty, Žatec und Chomutov. Seine Bauten sind meist im Stil des Historismus bzw. der Neorenaissance ausgeführt.

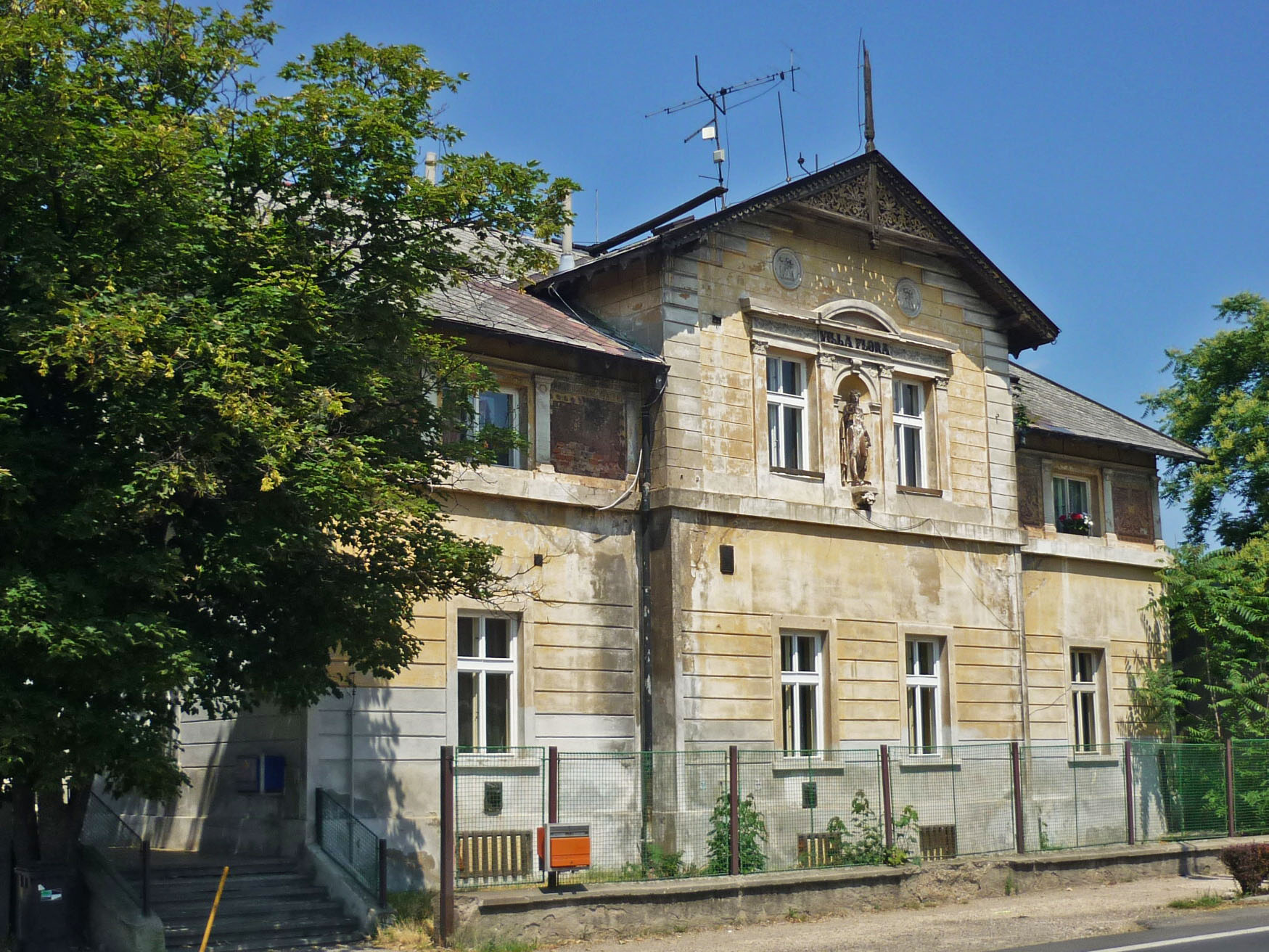
Villa Flora in Saaz, Pražská 830, wo Alois Daut gestorben ist

Als Stadtbaumeister (tschech. městský stavitel) von Saaz hat er gemeinsam mit den Baumeistern Johann Salomon (1855–1942) und Josef Petrovsky (1846–1915) zahlreiche Bauprojekte in Saaz realisiert, z. B. 1899 das Verwaltungsgebäude der Dreher-Brauerei in der Chomutovská-Straße in Form einer repräsentativen Villa und den Umbau und die Erweiterung der Städtischen Bürgerbrauerei am Žižkov-Platz. In den Jahren 1894/95 war er zusammen mit Johann Salomon am Bau des neuen Saazer Krankenhauses beteiligt. Für zahlreiche Saazer Hopfenhändler hat er verschiedene Bauten (Hopfenlager und Trockenkammern) errichtet. Auch eine Reihe von Wohnhäusern in Saaz wurde von ihm realisiert.
In Postelberg (Postoloprty) hat er 1889 die Friedhofskapelle und 1903 auf Initiative des damaligen Bürgermeisters Karl Kraus das Rathaus mit Sparkasse errichtet. Der Bau mit dem dominanten Uhrenturm ist in Anlehnung an die italienische Renaissance (vgl. z. B. Palazzo Vecchio in Florenz) ausgeführt. Er besitzt eine vorspringende Attika mit Zinnen, die Fenster im Erd- und Obergeschoss sind mit Bossen gestaltet und die Fassade ist mit einer Rustika versehen.
Er starb unverheiratet im Jahr 1917 in der Villa Flora in Saaz, Pražská 830 (die er vermutlich auch entworfen und gebaut hat) und wurde auf dem Friedhof in Komotau beigesetzt.

## Bauten (Auswahl)
- 1878–1880: Beteiligung am Bau der Bürgerschule in Saaz, Komenského alej 749, die von seinem Vater Franz Daut errichtet wurde
- 1880er Jahre: Umbau des Hotels „Goldener Engel“ in Saaz, náměstí Svobody 45[5]
- 1884–1885: Deutsches Haus in Postelberg (Postoloprty), Marxovo náměstí 96[6][7]
- 1887: Renovierung der Dekanatskirche Mariä Himmelfahrt in Saaz[8]
- 1888–1890: Umbauten am Kapuzinerkloster in Saaz
- 1889: Friedhofskapelle in Postelberg, Tyršova, im Stil der Neorenaissance
- 1895: Beteiligung am Bau des Krankenhauses in Saaz, Studentská
- 1896–1897: Turnhalle in Saaz, Komenského alej 981[9][10]
- um 1900: Umbauten und Neubauten für die Dreher- und Städtische Brauerei in Saaz[11]
- 1903: Rathaus in Postelberg, Mírové náměstí 318[12][13]
- Grundschule in Komotau (Chomutov), Na Příkopech 895/19, im Neorenaissance-Stil
- Wohnhäuser in Saaz, Dukelská 1093, 1121, 1125, 1135 und 1136
- Errichtung von Gebäuden (z. B. Hopfenlager und Trockenkammern) für Hopfenhändler in Saaz:
  - Gebäude der Hopfenhandelsfirma Engelbert Wurdinger in Saaz, Masarykova 751
  - Gebäude der Hopfenhandelsfirma Josef Schwarzkopf in Saaz, Alšova 945
  - Gebäude der Hopfenhandelsfirma Gebrüder Kellner in Saaz, nám. Prokopa Velkého
  - Gebäude der Hopfenhandelsfirma Schiller & Schwarz in Saaz, nám. Prokopa Velkého 974
  - Gebäude der Hopfenhandelsfirma Rudolf Christl in Saaz, Komenského alej 1945

## Galerie von ausgeführten Bauten

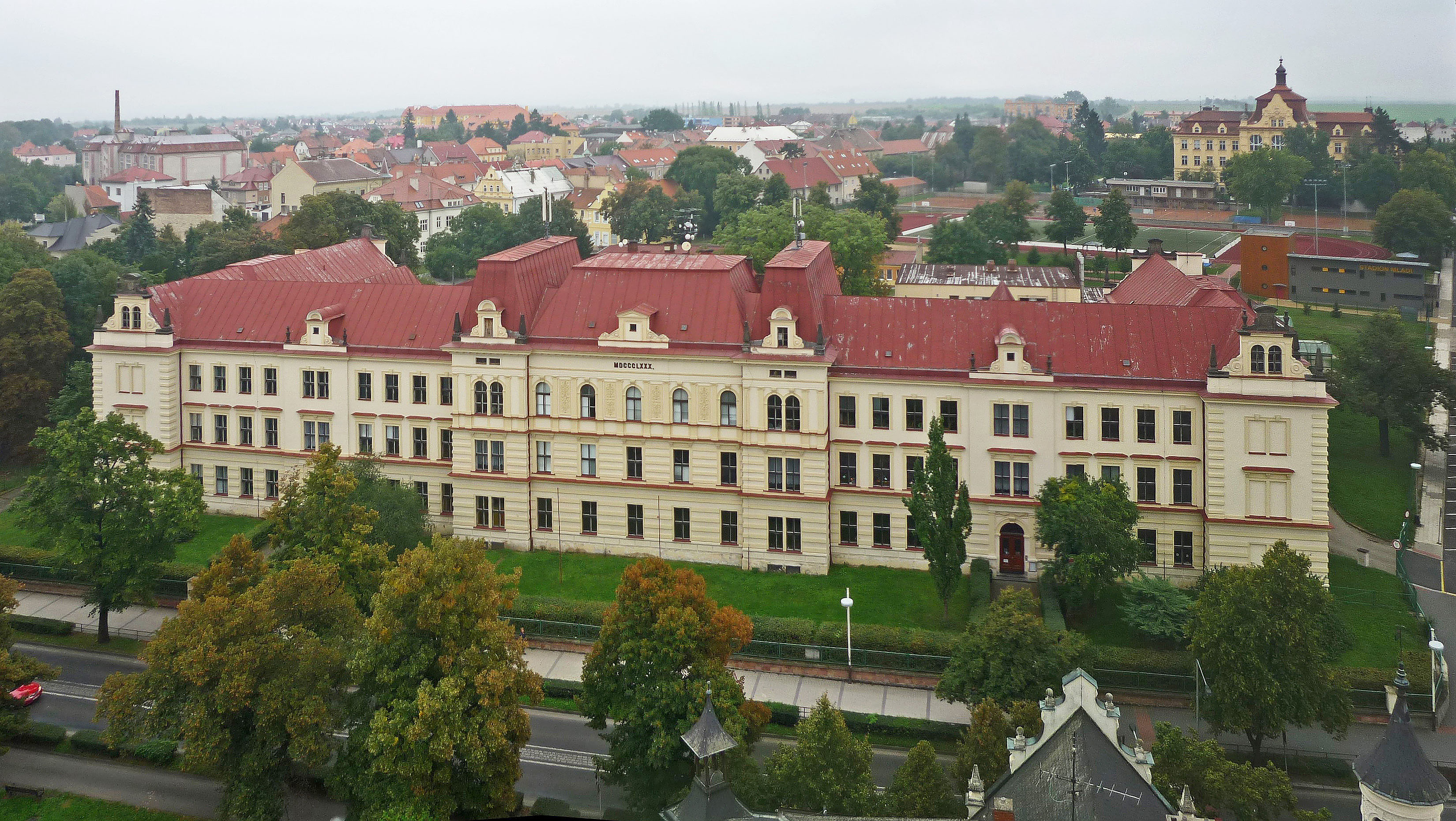
Bürgerschule in Saaz
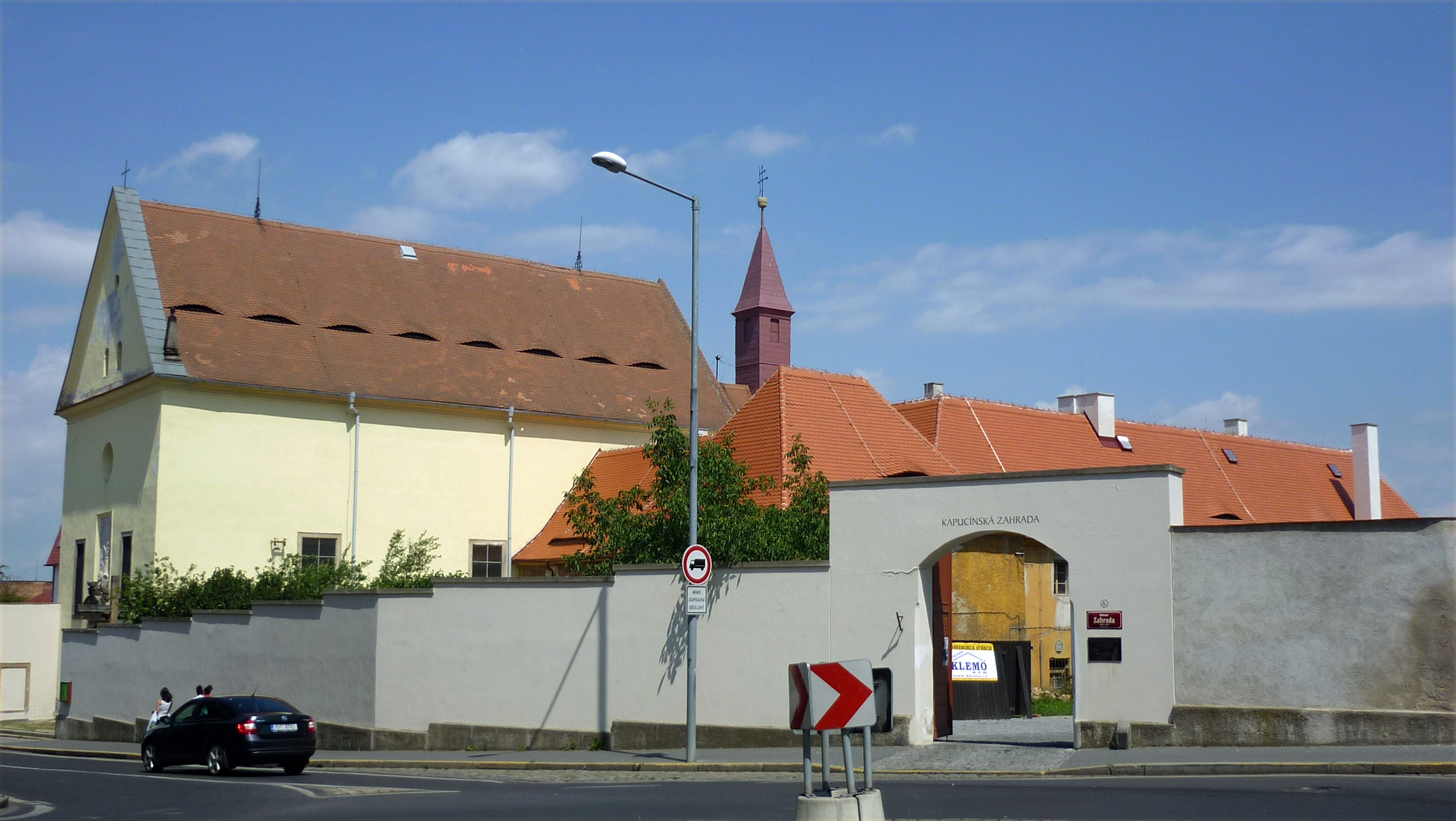
Ehem. Kapuzinerkloster in Saaz
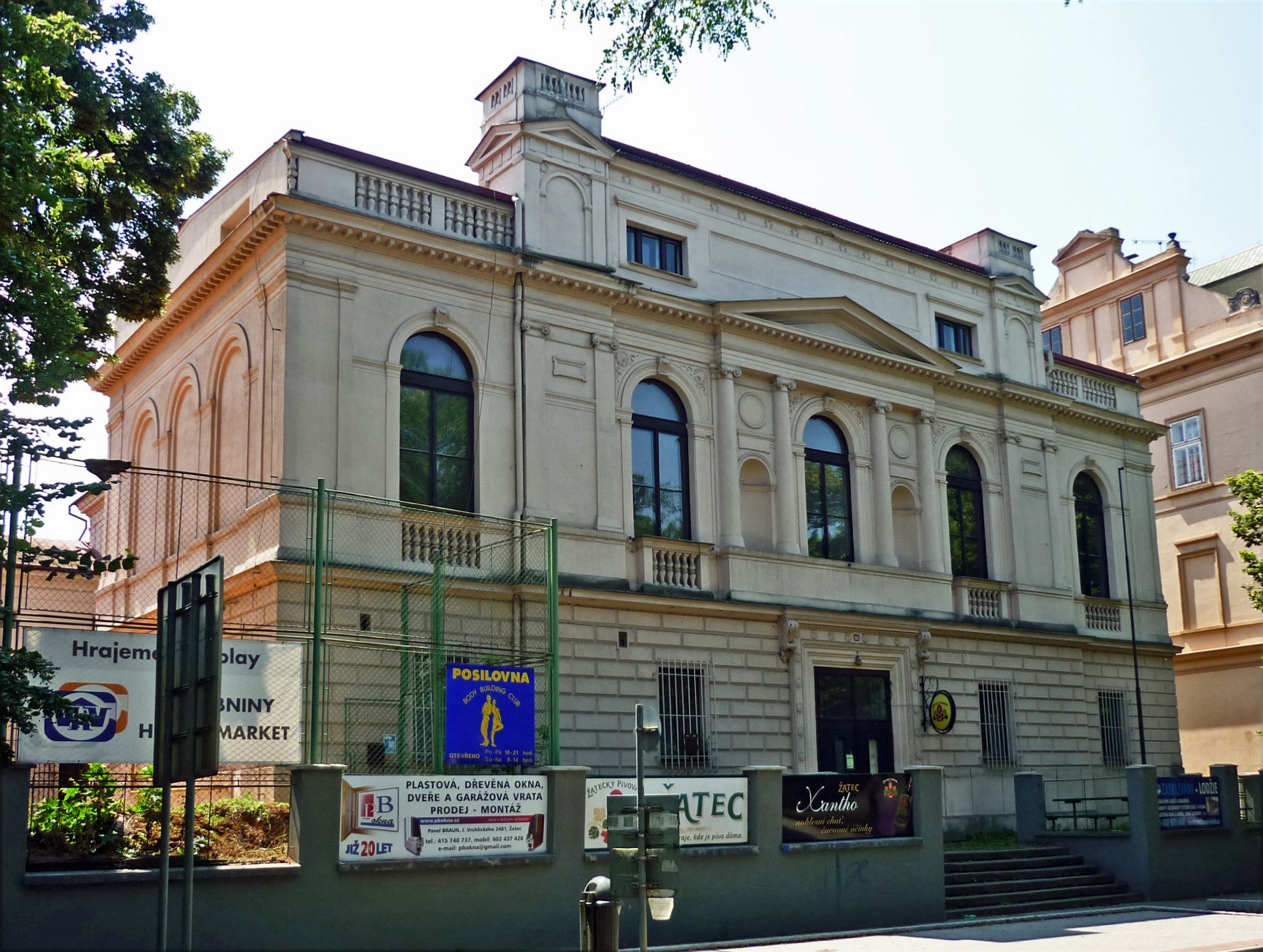
Turnhalle in Saaz
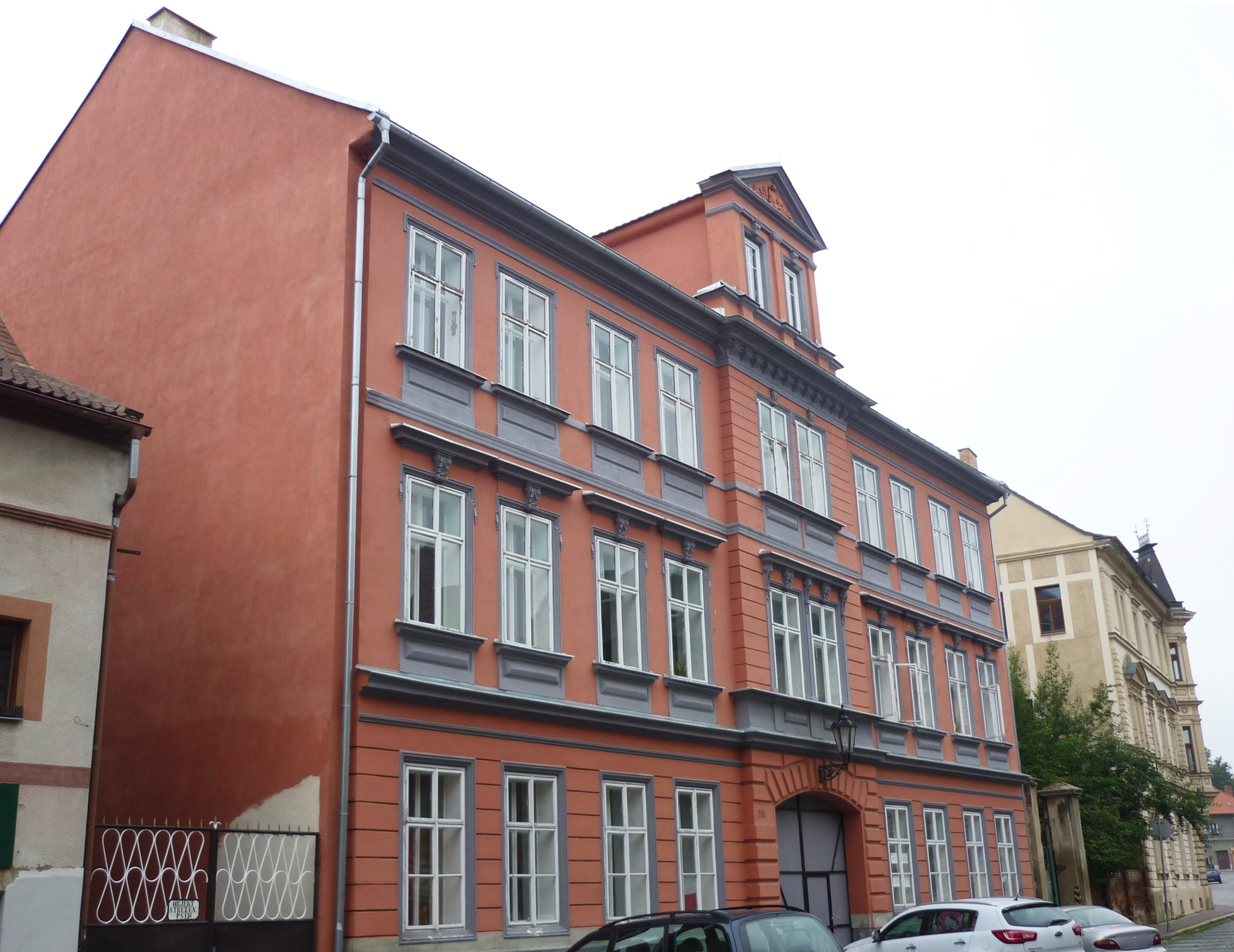
Hopfenhandelshaus Wurdinger in Saaz
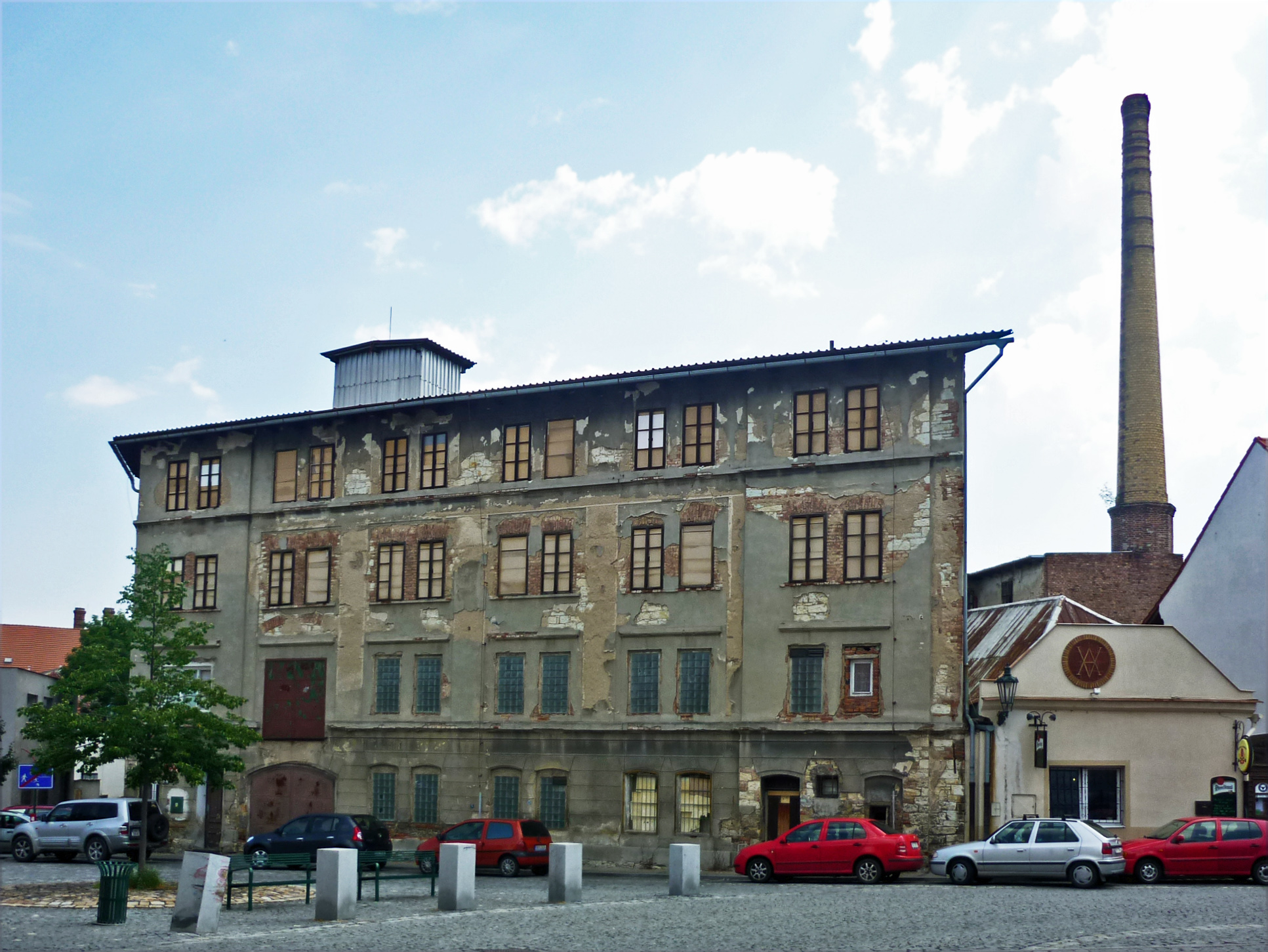
Hopfenhandelshaus Schiller & Schwarz
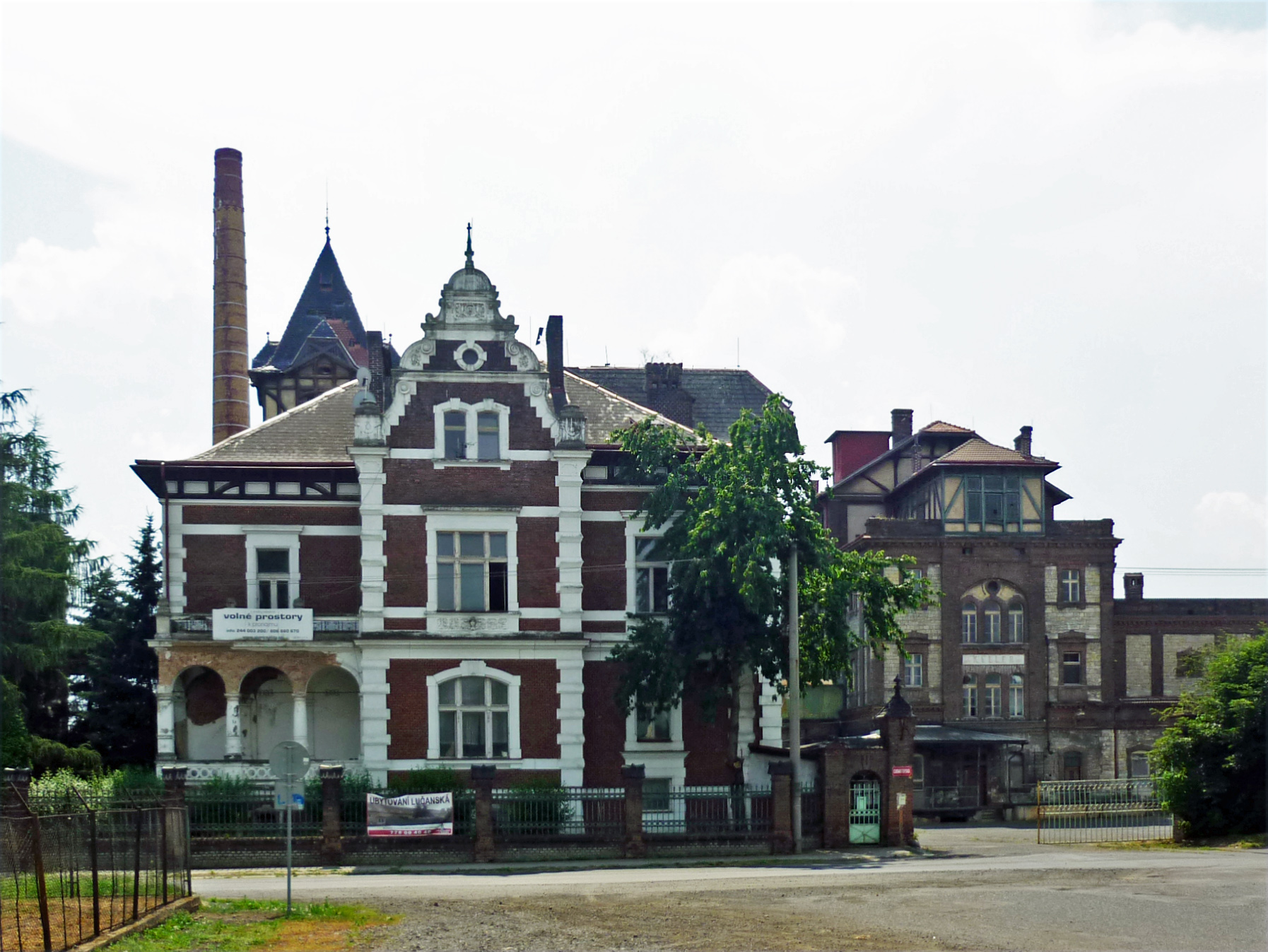
Ehem. Dreher-Brauerei in Saaz
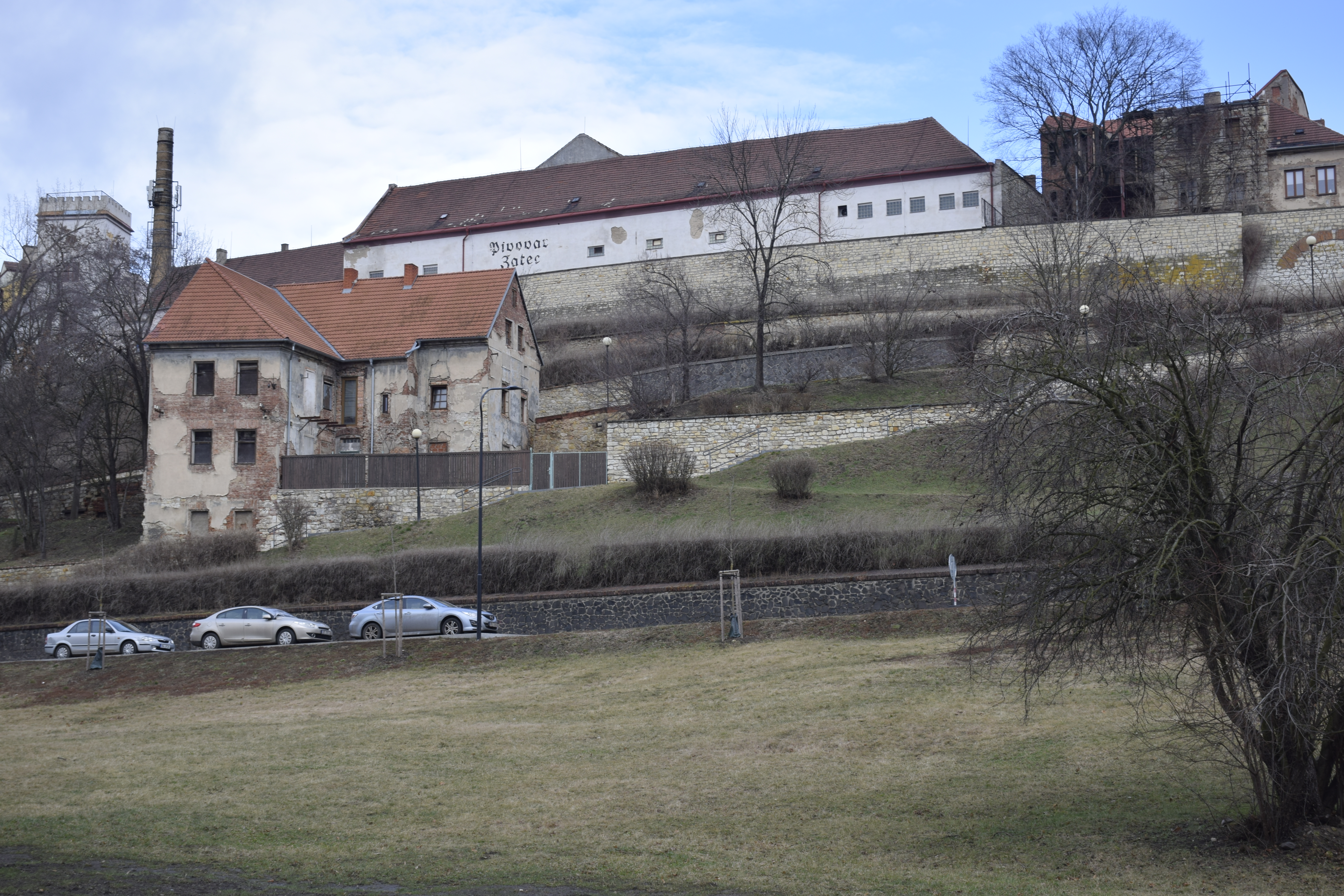
Städtische Brauerei in Saaz
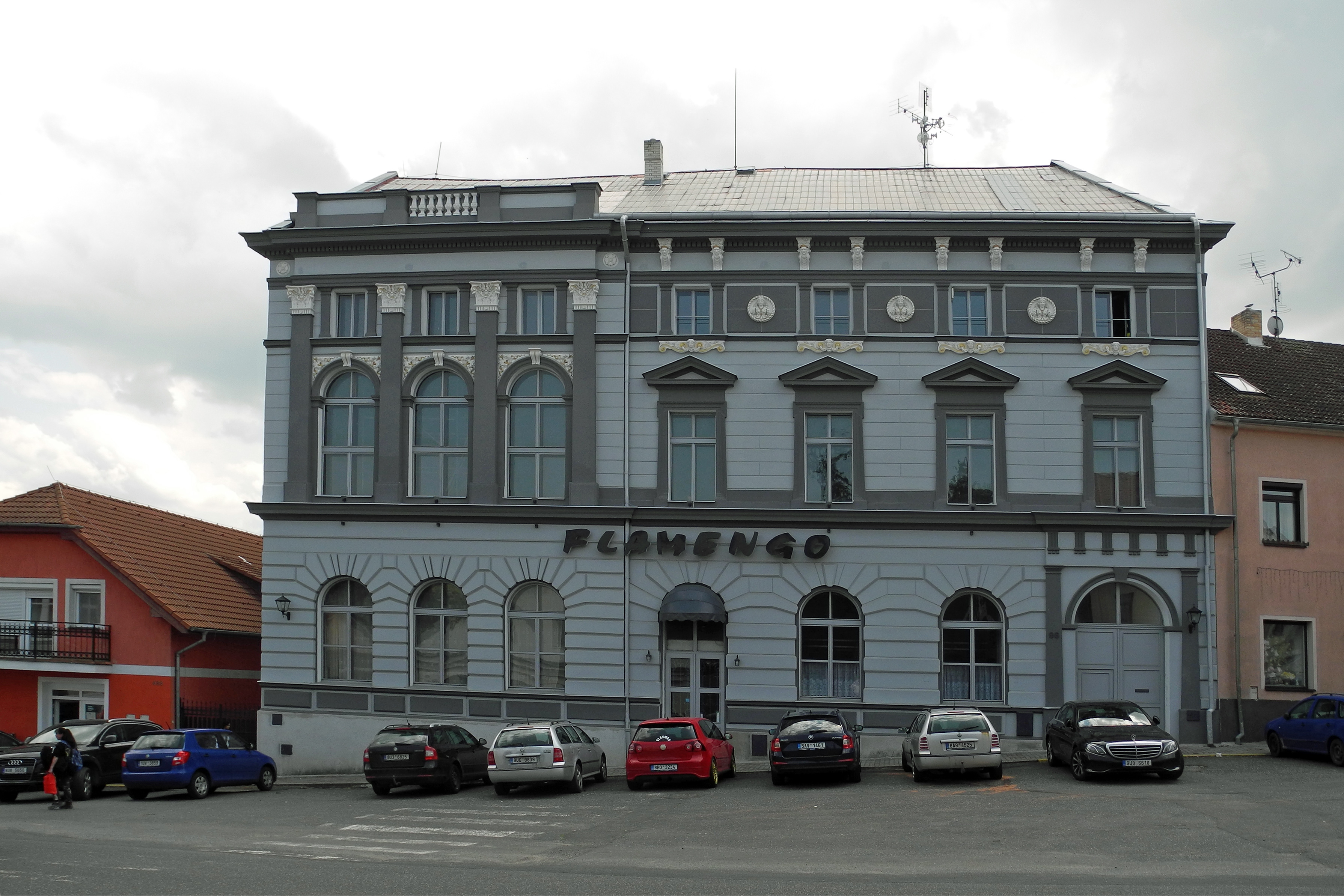
Ehem. Deutsches Haus in Postelberg
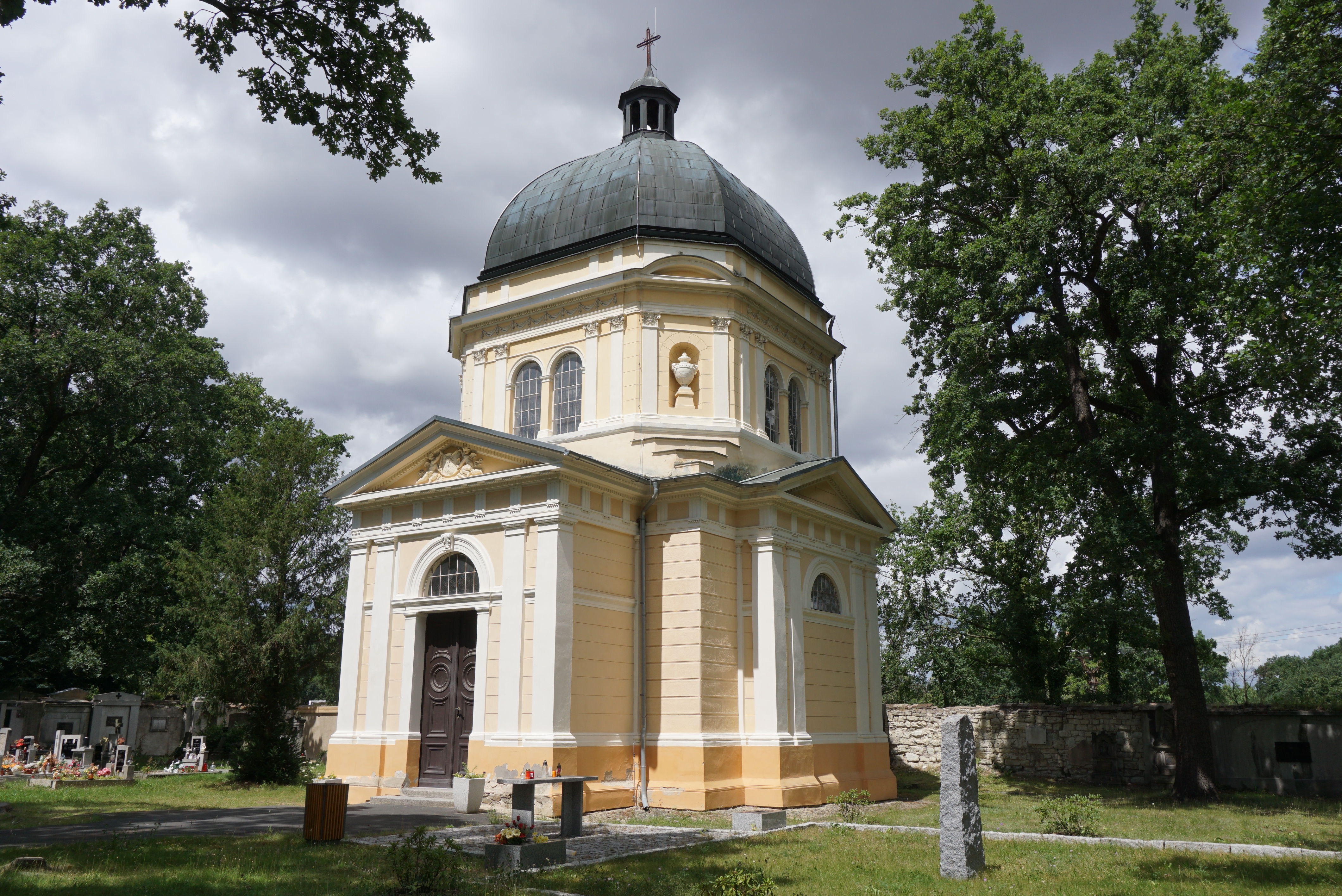
Friedhofskapelle in Postelberg
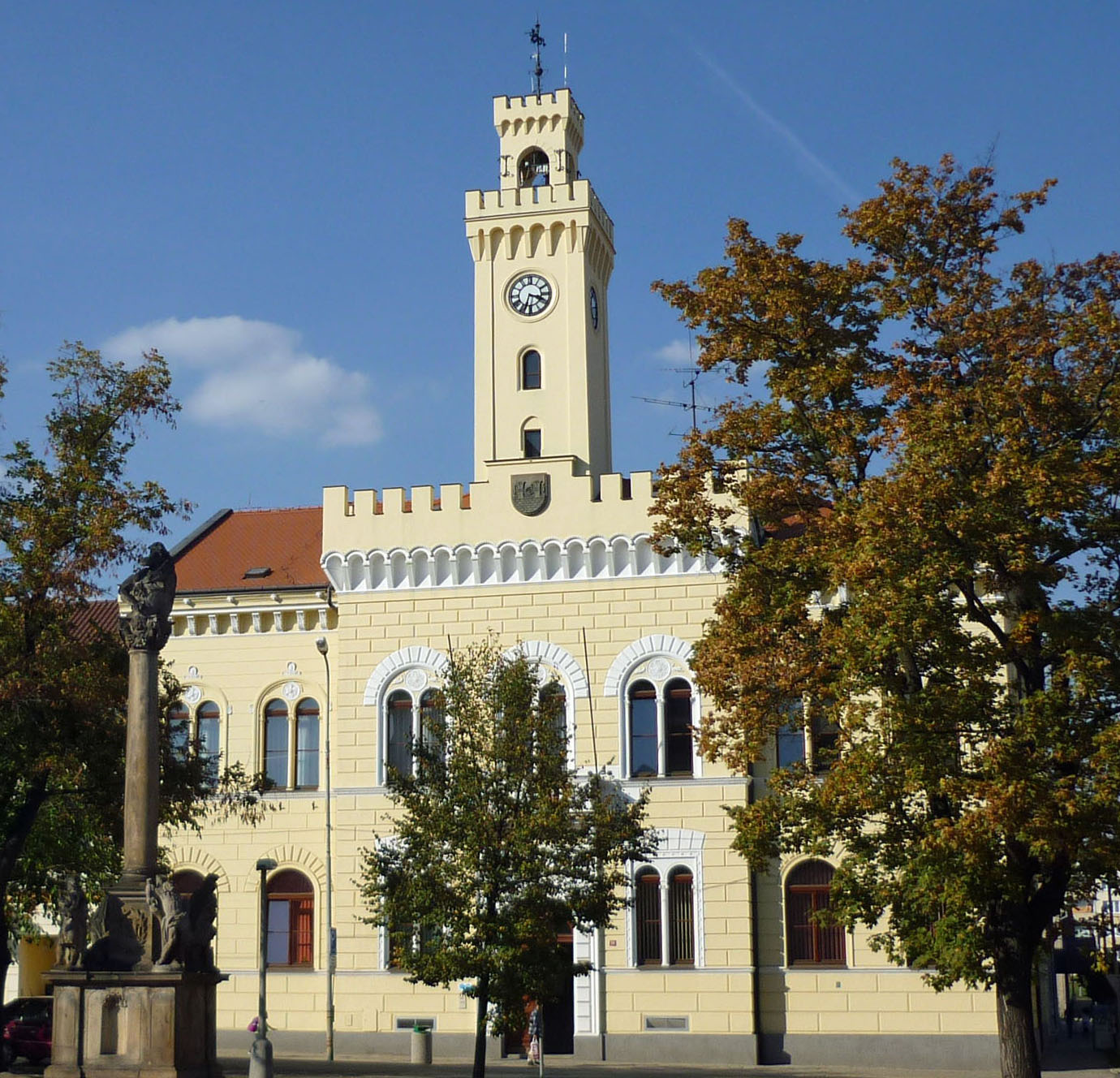
Rathaus in Postelberg